# The Heart of a Lion
The Heart of a Lion is een Amerikaanse dramafilm uit 1917 onder regie van Frank Lloyd. Destijds werd de film in Nederland uitgebracht onder de titel Richard Leeuwenhart. De film is wellicht zoekgeraakt.

## Verhaal
Barney Kemper werkt dag en nacht op de boerderij, zodat zijn jongere broer Dick kan gaan studeren. Doch Dick vergooit het zuurverdiende geld van Barney en gaat er bovendien vandoor met zijn liefje Margaret. Barney is teleurgesteld en hij verhuist naar een afgelegen mijngebied. Later dagen Dick en Margaret zelf op in de streek. Dick heeft intussen zijn leven gebeterd en hij is predikant geworden. Margaret is verpleegster geworden en ze wil een ziekenhuis stichten in het gebied.

## Rolverdeling
| Acteur                 | Personage          |
| ---------------------- | ------------------ |
| William Farnum         | Barney Kemper      |
| Mary Martin            | Margaret Danforth  |
| William Courtleigh jr. | Dick Kemper        |
| Wanda Hawley           | Iola Hamilton      |
| Walter Law             | Tex                |
| Marc B. Robbins        | Dr. Hiram Danforth |
| Rita Bori              | Dolly              |